# Volutaria leucantha
Volutaria leucantha là một loài thực vật có hoa trong họ Cúc. Loài này được Coss. miêu tả khoa học đầu tiên.